# GSC1480-691
GSC1480-691 — хімічно пекулярна зоря спектрального класу A5, що має видиму зоряну величину в смузі V приблизно 11,5.